# Каваларци
Каваларци (грч. Καβαλλάρι, Кавалари) је насељено место у општини Лагадина у периферији Средишња Македонија, Грчка. Према попису из 2021. године било је 1.575 становника.
Према бугарском географу и историчару, Василу Канчову, у Каваларцима је 1900. године живело 200 Словена хришћана и 200 Турака. Село се састојало од махала Каваларци и Кисла. После Балканских ратова турско становништво се иселило и почело је досељавање грчких колониста, тако је на попису из 1920. године било 389 становника. Током двадесетих година 20. века насељено је још 339 грчких досељеника.